# Светлогорское водохранилище
Светлогорское или Сосновоборское (бел. Светлагорскае) — наливное водохранилище в Светлогорском районе Гомельской области Беларуси, в бассейне реки Жердянка, в 11 км в направлении на юг от Светлогорска, около населённых пунктов Сосновный Бор, Славань и Осиновка.

## Описание
Водохранилище образовано в 1994 году, по другим данным - в 1989 году. Площадь поверхности составляет 14,1 км². Длина 6,6 км, наибольшая ширина 3,2 км. Наибольшая глубина 5,1 м. Средняя глубина 4,5 м. Объём воды 60 млн м³, по другим данным 64,4 млн м³. Колебания уровня воды до 4 м.
Водохранилище наполняется водой из реки Жердянка (правый приток реки Березина).
Вид регулирования — сезонное.
Используется в целях обводнения сельхозугодий, рыбоводства и отдыха.
В водохранилище водятся щука обыкновенная, лещ, окунь, плотва, красноперка, карп и другие виды рыб. Зарыблялась сомом и белым амуром.